# Hippia
Hippia là một chi thực vật có hoa trong họ Cúc (Asteraceae).

## Loài
Chi Hippia gồm các loài: